# Amaury V de Montfort-Évreux
Pour les articles homonymes, voir Amaury et Amaury de Montfort.
Amaury V de Montfort, fut comte d'Évreux de 1181 à 1182. 
Il est fils de Simon III, seigneur de Montfort et comte d'Évreux, et de Mathilde.
Il lui succéda, mais mourut peu après, le 13 mars 1182. 
Il avait épousé vers 1170 Mabel de Gloucester, fille de Guillaume Fitz Robert, 2e comte de Gloucester, et d'Hawise de Beaumont. Ils eurent :
- Amaury VI (mort en 1213), comte d'Évreux, puis de Gloucester.